# Trần Hảo (diễn viên)
Trần Hảo (sinh ngày 9 tháng 12 năm 1979) là một nữ diễn viên, ca sĩ và người mẫu Trung Quốc, nổi tiếng với vai diễn tiêu biểu A Tử trong phim Thiên Long Bát Bộ phát sóng năm 2003.

## Tiểu sử
Trần Hảo đã bắt đầu làm MC tại Thanh Đảo từ năm lớp 5 và cô cũng chọn đó chính là sự nghiệp mà mình theo đuổi. Khi Trần Hảo học phổ thông, đạo diễn Huỳnh Kiến Tân đến Thanh Đảo muốn tìm diễn viên vào  vai con gái của nam chính trong tác phẩm mới của ông và Trần Hảo chính là cô gái đó. Tuy chỉ có vài cảnh quay ngắn ngủi nhưng thực sự việc đóng phim là một công việc hoàn toàn mới và đã gây hứng thú với cô.
Năm 1997, Trần Hảo theo học khoa diễn xuất Học viện ký kịch Trung ương Trung Quốc và bắt đầu sự nghiệp điện ảnh từ đó. Sau khi được nhận vào học, ngoại trừ thời gian trên lớp, Trần Hảo đều tận dụng thời gian để đi làm thêm, quay quảng cáo, đóng phim truyền hình để kiếm tiền trang trải học phí, ngoài ra cô còn tiết kiệm tiền để gửi về cho gia đình. Một năm, Trần Hảo khi quay phim bị sốt 39 độ phải nằm trong bệnh viện truyền nước, không muốn người nhà lo lắng nên khi mẹ cô gọi điện thoại đến Trần Hảo vẫn nói mình ổn.

## Đời tư
Tháng 12 năm 2009, xuất hiện tin đồn Trần Hảo đã kết hôn với chuyên gia ngân hàng người Hồng Kông Lưu Hải Phong (刘海峰). Ông hiện là đối tác kiêm Tổng giám đốc toàn khu vực Đại Trung Hoa của KKR & Co. L.P.. Ngày Tháng 11 năm 2011, đoàn làm phim Tam quốc diễn nghĩa lần đầu tiên lên tiếng xác nhận sự thật Trần Hảo đã kết hôn. Tháng 5 năm 2012, cô sinh con gái đầu lòng, lên tiếng thừa nhận tin đồn kết hôn. Tháng 4 năm 2013, Trần Hảo sinh con gái thứ 2.

## Sự nghiệp
Sự nghiệp Trần Hảo khởi sắc từ năm 1999, qua vai nữ chính trong phim điện ảnh "Ngọn Núi Nào, Con người Nào, Con Chó Nào" của đạo diễn Hoắc Kiến Khởi, và được đề cử giải nữ diễn viên xuất sắc nhất trong Liên hoan phim Kim Kê.
Năm 2000, Trần Hảo sang Hồng Kông tham gia chủ trì chương trình "Cửu Châu Nhậm Tiêu Diêu" của đài truyền hình Phượng Hoàng và nhận lời đóng vai Khổ Khương trong phim "Lã Bất Vi Anh Hùng Thời Loạn". Sau đó là vai diễn Vạn Linh trong "Hồng phấn nữ lang", một vai diễn xinh đẹp, quyến rũ được nhiều người ái mộ, cũng từ vai diễn mà Trần Hảo có được biệt danh "Vạn người mê". Tiếp đến là vai Nhạc Tư Doanh trong phim "Lý Vệ Làm Quan", Trương Tố Hinh trong "Trạch Môn Nghịch Tử".
Cuối năm 2003, Trần Hảo nhận lời tham gia phim "Tân Thiên Long Bát Bộ". Lần này cô gặp phải một thử thách không nhỏ khi đảm nhận vai "A Tử" trước đây đã được diễn viên Lưu Ngọc Thúy thể hiện rất thành công. Để hoàn thành tốt vai này, Trần Hảo đã bỏ ra nhiều thời gian nghiên cứu kịch bản, tính cách nhân vật. Trần Hảo cho biết thêm trước phim TLBB, cô đã từng hợp tác với đạo diễn Chu Hiểu Văn. Diễn xuất của cô đã để lại ấn tượng sâu sắc cho đạo diễn Chu, do đó đạo diễn Chu có ý định tiến cử cô vào vai A Châu. Thế nhưng Trần Hảo lại đề nghị đạo diễn Chu cho cô thử sức với vai A Tử.
Cô nói: "Nhân vật A Tử là một thử thách lớn trong sự nghiệp diễn xuất hiện nay của tôi. Tôi sẽ phải diễn xuất nội tâm một cô gái có nhiều điều bí mật về thân thế, tính khí thất thường, yêu cuồng si. Ban đầu khi đọc kịch bản tôi thấy khó nắm bắt được tâm lý nhân vật nhưng lúc vào vai thì lại có cảm giác đó là cuộc sống của mình và cứ như thế tôi sống với cuộc đời bi thương của A Tử".
Trong cuộc bình chọn 8 diễn viên tiêu biểu nhất cho các loại vai diễn trong phim cổ trang Trung Quốc năm 2003 trên mạng Sina, Trần Hảo đã vinh dự được trao danh hiệu "Đệ nhất Hoa Sam". Danh hiệu này để chỉ những diễn viên dung hòa diễn xuất của thanh y và hoa đán, có thể đảm nhận những loại vai đa dạng.

## Danh sách phim

### Phim điện ảnh
| Năm  | Tiêu đề                               | Vai diễn                           | Ghi chú |
| ---- | ------------------------------------- | ---------------------------------- | ------- |
| 1992 | Sự trả thù                            | Tân                                |         |
| 1995 | Kẻ gây rối                            |                                    |         |
| 1997 | Mai phục                              |                                    |         |
| 1999 | Ngọn núi đó, con người đó, con chó đó |                                    |         |
| 2005 | Kẻ lừa đảo xinh đẹp                   |                                    |         |
| 2005 | Cây tiền                              |                                    |         |
| 2005 | Người đuổi theo gió                   |                                    |         |
| 2005 | Hãy đến tuyên dương tôi               | Âu Dương Hoa                       |         |
| 2006 | Được hôn bởi bầy sói                  |                                    |         |
| 2007 | Sứ mạng song sinh                     | Người dẫn chương trình truyền hình |         |
| 2009 | Đại nghiệp kiến quốc                  | Phó Đông Cúc                       |         |
| 2009 | Tìm kiếm bụi trần                     |                                    |         |
| 2009 | Đao tiêm thượng hành tẩu              |                                    |         |

### Phim truyền hình
| Năm  | Tiêu đề                     | Vai diễn          | Ghi chú                          |
| ---- | --------------------------- | ----------------- | -------------------------------- |
| 2000 | Loạn thế anh hùng Lã Bất Vi | Khổ Khương        |                                  |
| 2001 | Tú tài đậu hũ               | Dương Tinh Tinh   |                                  |
| 2002 | Lý Vệ làm quan              | Nhạc Tứ Doanh     |                                  |
| 2003 | Trạch Môn nghịch tử         | Trương Tố Hinh    |                                  |
| 2003 | Phấn hồng nữ lang           | Vạn Linh          |                                  |
| 2003 | Chuyện chọn vợ lẽ           | Hạ Hoa/Dương Lưu  |                                  |
| 2003 | Thiên long bát bộ           | A Tử              |                                  |
| 2004 | Như Ý Cát Tường             | Vạn Như Ý         | còn được gọi là Thiên Hạ Vô Song |
| 2004 | Nỗi niềm chàng rể           | Lữ Hà             |                                  |
| 2004 | Kiếm khách vượt thời gian   | Cary              |                                  |
| 2005 | Tôi yêu sư tử Hà Đông       | Đỗ Nguyệt Hồng    |                                  |
| 2006 | Ai làm chứng cho anh?       | Trần Úy           |                                  |
| 2006 | Mỹ nữ cũng lo lấy chồng     | Thẩm Điềm         |                                  |
| 2006 | Chặn đứng tham vọng         | Tiểu Tiểu         |                                  |
| 2006 | Thành Đôn Hoàng             | Công chúa Mai Đoá |                                  |
| 2007 | Hoàng Thượng Nhị Đại Gia    | Trịnh Quý phi     |                                  |
| 2007 | Đại Hòe Thụ                 | Phùng Viện        |                                  |
| 2008 | Chỉ Túy Kim Mê              | Điền Bội Chi      |                                  |
| 2010 | Tân Tam Quốc                | Điêu Thuyền       |                                  |
| 2013 | Tân câu chuyện Ban biên tập | Anne              |                                  |
| 2015 | Mong ngày gả bố             | Văn Nhã           |                                  |
| 2021 | Huân chương cộng hoà        | Lý Thế Anh        | [ 6 ]                            |

## Giải thưởng

### Điện ảnh
- 1999: Giải thưởng đặc biệt do Hội bình thẩm trao tặng cho "Ngọn núi nào, con người nào, con chó nào" tại LHP Quốc tế Ấn Độ lần thứ 31
- 2000: Đề cử Kim Tước cho giải "Nữ diễn viên xuất sắc nhất" tại LHP Quốc tế Thượng Hải lần thứ 8
- 2005: Nữ diễn viên có sức hút mới của Thời trang và Điện ảnh Trung Quốc
- 2005: Cùng nam diễn viên Khương Văn đại diện tranh đề cử cho Điện ảnh Đông Phương tại LHP Pháp
- 2009: Giải thưởng "Cống hiến" tại LHP Quốc tế Thượng Hải lần thứ 12

### Truyền hình
- 2004: Giải Kim Ưng cho "Nữ diễn viên được yêu thích nhất" cho vai A Tử
- 2004: "Nữ diễn viên được yêu thích nhất khu vực Bắc Kinh"
- 2005: Giải đặc biệt Diễn viên "Song thập giai" của Hội nghệ thuật Truyền hình Trung Quốc lần thứ 5
- 2007: Giải Thạch Điển cho "Nữ diễn viên hấp dẫn nhất" lần thứ 1
- 2007: "Nữ diễn viên phong cách của năm" tại 2 lễ trao giải
- 2009: Giải Thạch Điển cho "Diễn viên có diễn xuất đột phá" lần thứ 2
- 2009: Giải thưởng đặc biệt của Ban tổ chức cho vai diễn Điền Bội Chi tại LHP truyền hình quốc tế Seoul

### Âm nhạc
- 2005: Giải "Nữ ca sĩ triển vọng nhất"
- 2006: "Nữ ca sĩ mới được yêu thích nhất" tại lễ trao giải Channel V lần thứ 12
- 2006: "Nữ ca sĩ mới xuất sắc nhất năm 2005
- 2006: "TOP ca sĩ mới biểu diễn xuất sắc nhất" tại lễ trao giải MusicRadio
- 2006: "Ca sĩ trẻ xuất sắc nhất" và "Nữ ca sĩ triển vọng nhất" tại lễ trao giải Hĩnh Ca Vương lần thứ 3
- 2007: Giải vàng cho " Nữ ca sĩ đại lục xuất sắc nhất"
- 2008: Giải CCTV-MTV cho "Nữ ca sĩ đại lục được yêu thích nhất" lần thứ 9
- 2010: Giải "Ca khúc vàng" cho bài hát "May Mắn" tại Golden Melody Award
- 2010: Giải Channel V cho "Nữ ca sĩ có ảnh hưởng lớn nhất"

### Hạng mục khác
- 2005 TOP một trong "Tứ đại danh đán" do mạng Tom bình chọn
- 2006: Giải "Nữ nghệ sĩ được yêu thích nhất" tại Hồng Nhân bảng
- 2008: "Người đại diện quảng cáo xuất sắc nhất"
- 2008: "Nữ nghệ sĩ hấp dẫn nhất" tại Hồng Nhân bảng
- 2009: Nhận danh hiệu "Nghệ sĩ tài đức song toàn"